# Obert d'escacs de Cappelle-la-Grande
L'Obert d'escacs de Cappelle-la-Grande és un torneig d'escacs que se celebra anualment a Cappelle-la-Grande, França, des del 1985.
Ha esdevingut un dels torneigs oberts més importants del món, només rere l'Obert Aeroflot de Moscou. La 26a edició, el 2010, va tenir 652 participants, amb 82 Grans Mestres i 61 Mestres Internacionals de 57 països.
El torneig es juga habitualment durant la segona meitat de febrer, en un format de Sistema suís accelerat, a nou rondes. L'organitza el club d'escacs L'Echiquier Cappellois i es juga al Palais des Arts de Cappelle-la-Grande.

## Quadre d'honor
- Nota: en cas que diversos jugadors hagin empatat a la primera plaça, el guanyador del desempat per Buchholz s'indica en primer lloc.

| #  | Year         | Guanyador(s) | Punts | Jugadors |
| -- | ------------ | --- | ----- | -------- |
| 1  | 1985         | Waldemar Hanasz (Polònia) | 6.5   | 68       |
| 2  | 1986         | Serguei Smagin (URSS) Viacheslav Eingorn (URSS) Joseph Gallagher (Anglaterra) | 6     | 106      |
| 3  | 1987[1]      | Anthony Kosten (Anglaterra) Anatoli Vaisser (URSS) Jonny Hector (Suècia) | 7     | 115      |
| 4  | 1988[2]      | Vladímir Okhotnik (URSS) | 7.5   | 138      |
| 5  | 1989         | Nukhim Raixkovski (URSS) · Mark Hebden (Anglaterra) | 7     | 137      |
| 6  | 1990         | Nukhim Raixkovski (URSS) · Mark Hebden (Anglaterra) | 7.5   | 201      |
| 7  | 1991         | Anatoli Vaisser (URSS) · Matthew Sadler (Anglaterra) | 8     | 289      |
| 8  | 1992[3]      | Julian Hodgson (Anglaterra) | 8     | 308      |
| 9  | 1993         | Evgeniy Solozhenkin (Rússia) | 7.5   | 416      |
| 10 | 1994[4]      | Vladímir Txutxelov (Rússia) · Tony Miles (Anglaterra) · Gennadi Kuzmin (Ucraïna) · Mark Hebden (Anglaterra) | 7     | 401      |
| 11 | 1995[5]      | Anthony Miles (Anglaterra) · Mark Hebden (Anglaterra) · Ievgueni Svéixnikov (Rússia) | 7     | 572      |
| 12 | 1996[6]      | Alexander Nenashev (Uzbekistan) | 7.5   | 509      |
| 13 | 1997[7]      | Vladímir Burmakin (Rússia) · Vladimir Baklan (Ucraïna) · Lubomir Ftacnik (Eslovàquia) · Jean-Marc Degraeve (França) · Aleksei Vijmanavin (Rússia) · Tony Miles (Anglaterra) · Rustam Kassimdjanov (Uzbekistan) · Yuri Kruppa (Ucraïna) · Mark Hebden (Anglaterra) · Darius Ruzele (Lituània) | 7     | 504      |
| 14 | 1998[8]      | Ígor Glek (Rússia) | 7.5   | 637      |
| 15 | 1999[9]      | Simen Agdestein (Noruega) · Mikhaïl Gurévitx (Bèlgica) · Pàvel Tregúbov (Rússia) | 7.5   | 615      |
| 16 | 2000         | Yuri Kruppa (Ucraïna) · Gilberto Milos (Brasil) | 7.5   | 643      |
| 17 | 2001         | Vladímir Txutxelov (Bèlgica) · Einar Gausel (Noruega) | 7.5   | 702      |
| 18 | 2002         | Eduardas Rozentalis (Lituània) | 7.5   | 677      |
| 19 | 2003[10][11] | Vladímir Burmakin (Rússia) · Eduardas Rozentalis (Lituània) · Philipp Schlosser (Alemanya) · Oleksandr Aresxenko (Ucraïna) · Jakov Geller (Rússia) · Dmitri Botxarov (Rússia) · Ievgueni Miroixnitxenko (Ucraïna)                                                                            | 7     | 606      |
| 20 | 2004         | Ievgueni Naier (Rússia) · Kaido Külaots (Estònia) · Artiom Timoféiev (Rússia) · Zoltan Gyimesi (Hongria) · Sergei Grigoriants (Rússia) · Oleg Kornéiev (Rússia) | 7     | 576      |
| 21 | 2005         | David Shengelia (Geòrgia) · Michail Brodsky (Ucraïna) | 7.5   | 589      |
| 22 | 2006         | Oleksandr Moissèienko (Ucraïna) | 7.5   | 624      |
| 23 | 2007[12]     | Wang Yue (Xina) · Ievgueni Miroixnitxenko (Ucraïna) · Vugar Gaixímov (Azerbaijan) · David Arutinian (Geòrgia) · Yuri Drozdovskij (Ucraïna) · Vassili Iemelin (Rússia) | 7     | 608      |
| 24 | 2008[13][14] | Vugar Gaixímov (Azerbaijan) · David Arutinian (Geòrgia) · Serhí Fedortxuk (Ucraïna) · Iuri Krivorutxko (Ucraïna) · Konstantín Txernixov (Rússia) · Andrei Deviatkin (Rússia) · Vasilios Kotronias (Grècia) · Erwin L'Ami (Països Baixos)                                                     | 7     | 612      |
| 25 | 2009         | Yuri Vovk (Ucraïna) | 7.5   | 610      |
| 26 | 2010[15]     | Yaroslav Zherebukh (Ucraïna) | 7.5   | 652      |
| 26 | 2011[16]     | Grzegorz Gajewski (Polònia) | 7.5   | 573      |
| 28 | 2012[17]     | Pentala Harikrishna (Índia) | 7     | 497      |
| 29 | 2013[18][19] | Sanan Siuguírov (Rússia) · Parimarjan Negi (Índia) · Maksim Rodshtein (Israel) · Serhí Fedortxuk (Ucraïna) · Eric Hansen (Canadà) · Jianu Vlad-Cristian (Romania) · Plantilla:Country data Belarús · Yuri Vovk (Ucraïna)                                                                     | 7     | 564      |
| 30 | 2014[20][21] | Plantilla:Country data Belarús · Axel Bachmann (Paraguai) | 7.5   | 604      |
| 31 | 2015[22]     | Li Chao (Xina) · Vladimir Onischuk (Ucraïna) | 7.5   | 555      |
| 32 | 2016[23]     | Gata Kamsky (Estats Units) | 7.5   | 538      |
| 33 | 2017[24]     | Jean-Marc Degraeve (França) | 8     | 216      |
| 34 | 2018[25]     | Christian Bauer (França) · Momchil Nikolov (Bulgària) | 8     | 360      |
| 35 | 2019[26]     | Miguoel Admiraal (Països Baixos) · Sergey Fedorchuk (Ucraïna) · Namig Guliyev (Azerbaijan) · Maxime Lagarde (França) · Jules Moussard (França) | 7½    | 332      |